# Souostroví Rotuma

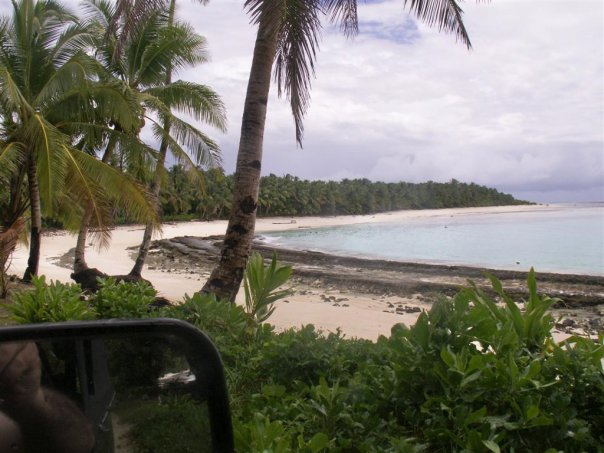
Pláž Mofmanu na ostrově Rotuma

Souostroví Rotuma je fidžijská provincie sestávající z hlavního ostrova Rotuma a jeho přilehlých ostrůvků Hatana, Hofliua, Solkope, Solnohu a Uea. Tyto vulkanické ostrovy se nachází na 12,35° jižní šířky a 177,10° východní délky, přibližně 465 km severně od Fidži. Dohromady se ostrovy rozkládají na území o rozloze 44 km. Pouze ostrov Rotuma je trvale obydlen.